# Johannes Sommer
Johannes Sommer, în latină Ioannes Sommerus, (n. 1542 – d. 1574) a fost un învățat umanist originar din Pirna (în Saxonia, pe malul Elbei). A fost directorul colegiului umanist înființat de Despot Vodă la Cotnari (1562-1563), apoi profesor și director (1565-1567) al școlii de la Brașov întemeiate de Honterus, iar din 1570 directorul școlii unitariene din Cluj. În scrierile sale polemice a demonstrat caracterul irațional al dogmelor catolice și luterane, sprijinindu-se pe critica filologică și istorică a Bibliei. A fost primul umanist european care a dezvăluit izvoarele filozofice păgâne ale unor noțiuni ale teologiei creștine (ex. logosul). 
Sommer este și autorul unei biografii a lui Despot-Vodă („Vita Iacobi Despotae”, 1574, publicată în 1587) și al unor elegii latinești în stilul poeților antici („De clade Moldavica elegiae XV”), în care narează întâmplările legate de sfârșitul lui Despot și de propria lui fugă la Brașov, și cântă, în spirit umanist, frumusețea naturii, darul înnobilator al culturii, nemurirea terestră dobândită prin creații culturale.